# جيان أمبروز
جيان أمبروز (بالفرنسية: Jean Ambrose)‏ (1 يونيو 1991 في فرنسا - ) هو لاعب كرة قدم فرنسي في مركز الدفاع. لعب مع جيروندان بوردو ونادي مولان.

## روابط خارجية
- جيان أمبروز على موقع قاعدة بيانات كرة القدم.إي يو (الإنجليزية)
- جيان أمبروز على موقع Soccerway.com (الإنجليزية)